# Sebastián Elcano (Córdoba)
Sebastián Elcano es una localidad cordobesa situada en el departamento Río Seco, provincia de Córdoba, Argentina.
Se encuentra situada sobre la ruta provincial RP 21, a 170 km de la Ciudad de Córdoba, aproximadamente.
La localidad posee un hospital, el hospital municipal Santa Rita, un puesto policial, una escuela secundaria y una escuela primaria.
Existen en el municipio 608 viviendas y su fiesta patronal se celebra el día 24 de septiembre.

## Población
Cuenta con 2481 habitantes (Indec, 2010), lo que representa un incremento del 21% frente a los 2042 habitantes (Indec, 2001) del censo anterior.
| Gráfica de evolución demográfica de Sebastián Elcano entre 1991 y 2010 |
|                                                                        |
| Fuente: Censos nacionales del INDEC                                    |

## Toponimia
Sebastián Elcano debe su nombre al famoso navegante español que fue el primero en dar la vuelta al mundo.

## Economía
La principal actividad económica de la localidad es la agricultura seguida por la ganadería, siendo el principal cultivo la soja.
La industria se encuentra estrechamente relacionada con el campo. Existen en la localidad plantas procesadoreas de productos lácteos.

## Parroquias de la Iglesia católica en Sebastián Elcano
| Prelatura territorial | Deán Funes                  |
| --------------------- | --------------------------- |
| Parroquia             | Nuestra Señora de la Merced |